# Гуленовци
Гуленовци су насеље у Србији у општини Димитровград у Пиротском округу. Према попису из 2022. било је 17 становника.

## Демографија
У насељу Гуленовци живе 22 пунолетна становника, а просечна старост становништва износи 72,3 година (72,1 код мушкараца и 72,9 код жена). У насељу је 2002. године постојало 35 домаћинстава, а просечан број чланова по домаћинству био је 1,71.
Становништво у овом насељу веома је нехомогено.
|  |

| Демографија | Демографија | Демографија |
| Година      | Становника  | Становника  |
| ----------- | ----------- | ----------- |
| 1948.       | 497         |             |
| 1953.       | 435         |             |
| 1961.       | 353         |             |
| 1971.       | 246         |             |
| 1981.       | 151         |             |
| 1991.       | 102         | 102         |
| 2002.       | 60          | 60          |
| 2011.       | 22          |             |
| 2022.       | 17          |             |

| Година пописа     | 1948. | 1953. | 1961. | 1971. | 1981. | 1991. | 2002. |
| ----------------- | ----- | ----- | ----- | ----- | ----- | ----- | ----- |
| Број домаћинстава | 88    | 90    | 90    | 84    | 74    | 55    | 35    |

| Број чланова      | 1  | 2  | 3 | 4 | 5 | 6 | 7 | 8 | 9 | 10 и више | Просек |
| ----------------- | -- | -- | - | - | - | - | - | - | - | --------- | ------ |
| Број домаћинстава | 16 | 16 | 2 | 0 | 0 | 1 | 0 | 0 | 0 | 0         | 1,71   |

| Пол    | Укупно | Неожењен/Неудата | Ожењен/Удата | Удовац/Удовица | Разведен/Разведена | Непознато |
| ------ | ------ | ---------------- | ------------ | -------------- | ------------------ | --------- |
| Мушки  | 31     | 3                | 19           | 9              | 0                  | 0         |
| Женски | 29     | 2                | 17           | 9              | 1                  | 0         |
| УКУПНО | 60     | 5                | 36           | 18             | 1                  | 0         |

| Пол    | Укупно                    | Пољопривреда, лов и шумарство | Рибарство                            | Вађење руде и камена | Прерађивачка индустрија       |
| ------ | ------------------------- | ----------------------------- | ------------------------------------ | -------------------- | ----------------------------- |
| Мушки  | 27                        | 24                            | 0                                    | 0                    | 0                             |
| Женски | 19                        | 19                            | 0                                    | 0                    | 0                             |
| УКУПНО | 46                        | 43                            | 0                                    | 0                    | 0                             |
| Пол    | Производња и снабдевање   | Грађевинарство                | Трговина                             | Хотели и ресторани   | Саобраћај, складиштење и везе |
| Мушки  | 0                         | 0                             | 3                                    | 0                    | 0                             |
| Женски | 0                         | 0                             | 0                                    | 0                    | 0                             |
| УКУПНО | 0                         | 0                             | 3                                    | 0                    | 0                             |
| Пол    | Финансијско посредовање   | Некретнине                    | Државна управа и одбрана             | Образовање           | Здравствени и социјални рад   |
| Мушки  | 0                         | 0                             | 0                                    | 0                    | 0                             |
| Женски | 0                         | 0                             | 0                                    | 0                    | 0                             |
| УКУПНО | 0                         | 0                             | 0                                    | 0                    | 0                             |
| Пол    | Остале услужне активности | Приватна домаћинства          | Екстериторијалне организације и тела | Непознато            | Непознато                     |
| Мушки  | 0                         | 0                             | 0                                    | 0                    | 0                             |
| Женски | 0                         | 0                             | 0                                    | 0                    | 0                             |
| УКУПНО | 0                         | 0                             | 0                                    | 0                    | 0                             |

| Етнички састав према попису из 2002.‍ | Етнички састав према попису из 2002.‍ | Етнички састав према попису из 2002.‍ | Етнички састав према попису из 2002.‍ | Етнички састав према попису из 2002.‍ |
| ------------------------------------ | ------------------------------------ | ------------------------------------ | ------------------------------------ | ------------------------------------ |
|                                      |                                      |                                      |                                      |                                      |
| Бугари                               | Бугари                               |                                      | 36                                   | 60,0%                                |
| Срби                                 | Срби                                 |                                      | 17                                   | 28,33%                               |
| Македонци                            | Македонци                            |                                      | 2                                    | 3,33%                                |
| непознато                            | непознато                            |                                      | 5                                    | 8,33%                                |

| Етнички састав према попису из 2022.‍ | Етнички састав према попису из 2022.‍ | Етнички састав према попису из 2022.‍ | Етнички састав према попису из 2022.‍ | Етнички састав према попису из 2022.‍ |
| ------------------------------------ | ------------------------------------ | ------------------------------------ | ------------------------------------ | ------------------------------------ |
|                                      |                                      |                                      |                                      |                                      |
| Бугари                               | Бугари                               |                                      | 9                                    | 52,9%                                |
| Срби                                 | Срби                                 |                                      | 8                                    | 47,1%                                |